# Leitra
Leitra er en dansk kabinecykel, som i 1980 blev opfundet af ingeniør Carl Georg Rasmussen.
Cyklen blev godkendt af myndighederne i 1982, og har været i kommerciel produktion siden 1983. Leitra er en forkortelse af "Let Individuel Transport".
Cyklen er en 3-hjulet velomobil, der er blevet udviklet igennem alle de år den er blevet produceret, og der udvikles stadig på den, med nye og lettere dele som fx kulfiberaffjedring, 14-gears nav, elektrisk hjælpemotor, skivebremser, ventilation, mv.
En normal Leitra vejer ca. 30 kg. Dens aerodynamiske form gør den hurtigere i modvind og ned ad bakke, mens vægten gør den lidt langsommere op af bakke.
Det er den mest gennemprøvede velomobil som findes på markedet. Leitra'en har tilbagelagt millioner af kilometer og kørernes erfaringer og ønsker er blevet tilbagemeldt til Carl Georg Rasmussen, som så har implementeret forbedringerne i senere versioner. Den er fremstillet til daglig praktisk brug og langturskørsel, så der er bagagerum og sidetasker integreret i kabinen.
Leitra produceres efter ordre, så hver Leitra er personlig. Kunders ønsker er meget forskellige og derfor er cyklerne det også!
Der er indtil marts 2008 produceret over 300 stk. Leitra. De er solgt til næsten hele verden, men størstedelen kører i Tyskland. Cyklerne produceres i Toppevad, 25 km fra København.